# Ангельський Дмитро Іванович
Дмитро Іванович Анге́льський (28 листопада 1898 — 2 жовтня 1938, Полтава) — український радянський художник; член Асоціації художників революційної Росії з 1926 року та Асоціації художників Червоної України у 1927—1931 роках.

## Біографія
Народився 16 [28] листопада 1898 року у місті Свенцянах Віленської губернії Російської імперії (нині місто Швянченіс, Литва). З 1915 року жив у Полтаві.
13 грудня 1937 року заарештований. Засуджений Особливою трійкою при Управлінні Народного комісаріату внутрішніх справ по Полтавській області 27 вересня 1938 року за статтями 54-6, 54-11 Карного кодексу УРСР до розстрілу з конфіскацією особистого майна. Розстріляний у Полтаві 2 жовтня 1938 року. Реабілітований посмертно 15 серпня 1958 року.

## Творчість
Працював у галузі станкового живопису і станкової графіки. Серед робіт:
- натюрморт «Соняшники» (1926);
- «Інтер'єр кімнати Миколи Ярошенко в Полтавській картинній галереї» (1926);
- «Стіжки» (1926);
- «Жовтневий сад. Полтава» (1928);
- «На Пслі» (1929).

Автор книжкових заставок і кінцівок до видань:
- «Полтавщина. Збірник» (1927);
- «Полтавський державний музей імені Володимира Короленка» (1928);
- «Килимарство й килими Полтавщини» Якова Риженка (1928).

Автор портретів олівцем, зокрема художників Павла Горобця (1924) і Матвія Донцова (1931). Обидві роботи зберігаються у Полтавському художньому музеї. 